# إلين ستيرن كارينغتون
إلين ستيرن كارينغتون (بالإنجليزية: Elaine Sterne Carrington) (14 يونيو 1891، نيويورك في الولايات المتحدة - 4 مايو 1958، نيويورك في الولايات المتحدة)؛ كاتبة سيناريو وروائية أمريكية. درست في جامعة كولومبيا.

## روابط خارجية
- إلين ستيرن كارينغتون على موقع IMDb (الإنجليزية)
- إلين ستيرن كارينغتون على موقع أول موفي (الإنجليزية)
- إلين ستيرن كارينغتون على موقع قاعدة بيانات برودواي على الإنترنت (الإنجليزية)
- إلين ستيرن كارينغتون على موقع قاعدة بيانات الفيلم (الإنجليزية)